# 克拉维耶尔
克拉维耶尔（法語：Clavières，法語發音：[klavjɛʁ]）是法国康塔尔省的一个市镇，属于圣弗卢尔区。

## 地理
克拉维耶尔（44°59'9"N, 3°16'36"E）面积44.66 平方千米，位于法国奥弗涅-罗讷-阿尔卑斯大区康塔爾省，该省份为法国中南部省份，位于法國中央高原中心，北起科雷兹省、上盧瓦爾省和多姆山省，西接洛特省和科雷兹省，南至阿韦龙省和洛特省，东临上盧瓦爾省和洛泽尔省。
与克拉维耶尔接壤的市镇（或旧市镇、城区）包括：沙利耶、洛尔西耶尔、吕讷昂马尔热里德、韦德里讷圣卢、奥韦尔、沙斯泰勒、皮诺勒、瑞利扬日、马尔热里德地区波亚克。

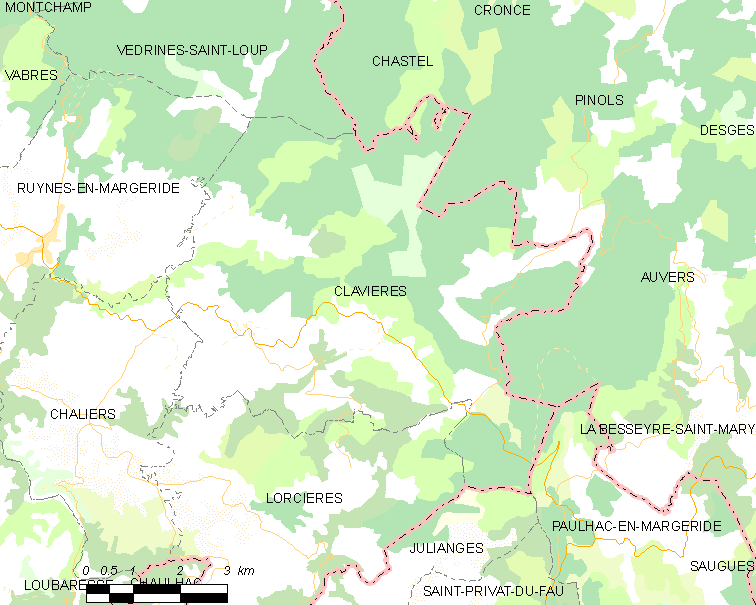
克拉维耶尔的OSM定位图

克拉维耶尔的时区为UTC+01:00、UTC+02:00（夏令时）。

## 行政
克拉维耶尔的邮政编码为15320，INSEE市镇编码为15051。

## 政治
克拉维耶尔所属的省级选区为特吕耶尔河畔讷韦格利斯县。

## 人口

1962-2008年间克拉维耶尔人口变化图示

克拉维耶尔于2022年1月1日时的人口数量为193人。